# Roscoe Lee Browne
Roscoe Lee Browne (2 de mayo de 1922-11 de abril de 2007) fue un actor estadounidense, así como director teatral.

## Biografía
Nacido en Woodbury, Nueva Jersey, Browne era hijo del pastor baptista Sylvanus Browne y su esposa Lovie Lee. Browne estudió en la Universidad Lincoln en Pensilvania, dirigida a estudiantes negros, donde fue miembro de la fraternidad Omega Psi Phi y consiguió una licenciatura en 1946. Tuvo estudios posteriores en el Middlebury Collage de Vermont, en la Universidad de Columbia en la ciudad de Nueva York, y en la Universidad de Florencia, en Italia. Además fue un destacado corredor de media distancia, ganando en 1949 el campeonato nacional indoor de las 1000 yardas de la Amateur Athletic Union. De manera ocasional volvió a la Universidad Lincoln entre 1946 y 1952 para estudios de Literatura Comparada, francés e inglés. Hasta finalizar sus estudios se ganaba la vida vendiendo vino para Schenley Import Corporation. A pesar de su limitada experiencia interpretativa, en 1956 sorprendió a los invitados a una fiesta —entre ellos la cantante de ópera Leontyne Price— al anunciar su intención de abandonar su trabajo con Schenley para dedicarse a la actuación.

### Carrera interpretativa
A pesar de las dudas de sus amistades, Browne interpretó los papeles de adivino y de Píndaro en la obra Julio César, dirigida por Joseph Papp para el Primer Festival de Teatro de William Shakespeare de la ciudad de Nueva York. A esta obra siguió más trabajo con el festival de Shakespeare, y en 1961 fue J. J. Burden en The Connection (1961), su primer papel para el cine. A pesar de faltarle atractivo físico para desempeñar primeros papeles masculinos, su reputación se asentó gracias a interpretaciones que demostraron su versatilidad como actor de carácter.
Dotado con una resonante voz de barítono, y capaz de proyectar con ella cinismo y altanería gracias a sus años recitando textos de Shakespeare, Browne fue requerido como narrador y actor de voz tanto en el cine como en la discografía, grabando recitaciones de poesía, pasajes de la Biblia, y trabajos literarios. Volvió una y otra vez a la escena para actuar en obras de Shakespeare, así como en obras y musicales modernos, representados fuera y dentro de Broadway, como The Blacks (1961), del francés Jean Genet.
Browne estaba determinado a no aceptar los papeles estereotipados y degradantes que rutinariamente eran ofrecidos a actores negros. Browne también deseaba hacer algo más que actuar y narrar, y en 1966 escribió y dirigió en el teatro A Hand is On the Gate: An Evening of Negro Poetry and Folk Music, protagonizada por Cicely Tyson, James Earl Jones, Moses Gunn, y otros actores negros. Browne evitó participar en manifestaciones públicas de protesta, prefiriendo ser “más efectivo en el teatro con metáforas… que en las calles con una editorial” (Troupe, 92).
Su trabajo teatral llamó la atención del productor Leland Hayward, y en 1964 inició un período como miembro del reparto de la serie satírica de la NBC That Was the Week That Was. A partir de finales de la década de 1960, Browne actuó con mayor frecuencia como artista invitado en series televisivas como Mannix, All in the Family, Good Times, Sanford and Son, The Cosby Show y docenas de otros programas. Actuó con regularidad en el sitcom Soap, donde interpretaba a Saunders, un mayordomo erudito, entre 1979 y 1981, reemplazando a Robert Guillaume, que interpretó su propio show, Benson. Incidentalmente, Browne fue artista invitado en Benson, con Guillaume. Sus actuaciones en The Cosby Show, incluyendo un memorable episodio en el cual recitaba a Shakespeare con el actor invitado Christopher Plummer, le valieron un Emmy en 1986.
Junto al actor Anthony Zerbe viajó por los Estados Unidos con una pieza poética, Behind the Broken Words, en la cual se incluía lectura de poemas, algunos escritos por Browne, así como interpretaciones dramáticas y de comedia.
Entre sus papeles cinematográficos más importantes se encuentran el del film de Alfred Hitchcock Topaz, el del personaje principal de la última película de William Wyler, The Liberation of L.B. Jones, y su trabajo como narrador en Babe y su secuela Babe: Pig in the City. Destacan sus actuaciones como actor de voz para la televisión en Spider-Man. 
Roscoe Lee Browne falleció a causa de un cáncer en Los Ángeles, California, en 2007, a los 84 años de edad.

## Filmografía
| - Black Like Me (1964) - The Comedians (1967) - Up Tight! (1968) - Topaz (1969) - The Liberation of L.B. Jones (1970) - The Cowboys (1972) - Cisco Pike (1972) - The World's Greatest Athlete (1973) - Superfly TNT (1973) - Uptown Saturday Night (1974) - Logan's Run (1976) - Twilight's Last Gleaming (1977) - Legal Eagles (1986) - Jumpin' Jack Flash (1986) - Estación lunar 44 (1990) - The Mambo Kings (1992) - Naked in New York (1993) - Morgan's Ferry (1999) | - The Ra Expeditions (1972) - Logan's Run (1976) - The Story of Star Wars (1977) - Visionarios: Caballeros de la Luz Mágica (1987) - Oliver y su pandilla (1988) - Babe (1995) - Galapagos: Beyond Darwin (1996) - Haiti: Harvest of Hope (1997) - Babe: Pig in the City (1998) - Spider-Man (1995-1998) - The Tulsa Lynching of 1921: A Hidden Story (2000) - El planeta del tesoro (2002) - Garfield 2 (2006) - Epic Movie (2007) - Smiley Face (2007) - Proud Family (2003) |

### Televisión
| - Eastside/Westside (1963) - That Was The Week That Was (1964) - NET Playhouse (1967) - The Invaders (1968) - Mannix (1968) - Espionage (1968) - Name of the Game (1969) - The Outcasts (1969) - The Name of the Game (1971) - Insight (1971) - Bonanza (1972) - All in the Family (1972) - Sanford and Son (1972) - The Streets of San Francisco (1973) - Good Times (1974) - Barney Miller (1975) - Starsky y Hutch (1977) - Maude (1977) - Miss Winslow and Son (1979) - Soap (1979-1981) - Hart to Hart (1981) - Santa Barbara (años 1980) | - Falcon Crest (años 1980) - The Cosby Show (años 1980) - Benson (años 1980) - Magnum, P.I. (1983) - 227 (1987) - Highway to Heaven (1988) - Falcon Crest (1988) - Ring Raiders (1989) - Colombo (1990) - Father Dowling Mysteries (1990) - A Different World (1992) - SeaQuest DSV (1993) - The John Larroquette Show (1994) - New York Undercover (1996) - Hope Island (1999) - ER (1999) - Los Thornberrys (1999) - The Shield (2002) - Law & Order (2003) - Will & Grace (2004) - Side Order of Life (2007) |

## Galardones
- Obie Award (1965) – Mejor interpretación por su trabajo en la obra de Robert Lowell Benito Cereno.
- Los Angeles Drama Critics Circle Award – Premio al mejor actor por sus papeles en la obra de Derek Walcott The Dream on Monkey Mountain (1970) y en la de Joe Turner Come and Gone (1989).
- Ingresó en el Black Filmmakers Hall of Fame en 1977.